# NGC 2569
NGC 2569 је елиптична галаксија у сазвежђу Рак која се налази на NGC листи објеката дубоког неба.
Деклинација објекта је + 20° 52' 5" а ректасцензија 8h 21m 21,1s. Привидна величина (магнитуда) објекта NGC 2569 износи 14,3 а фотографска магнитуда 15,3. NGC 2569 је још познат и под ознакама MCG 4-20-35, CGCG 119-67, NPM1G +21.0178, PGC 23442.